# マクシム・エステーヴ
マクシム・エステーヴ（フランス語: Maxime Estève、2002年5月26日 - ）は、フランスのサッカー選手。プレミアリーグ・バーンリーFC所属。ポジションはDF。

## クラブ歴
2011年にモンペリエHSCの下部組織に加入した。2019年11月19日に若手としての契約を締結、2021年8月8日にリーグ・アンでプロ初出場を記録した。
2024年2月2日、2023-24シーズン終了までの期限付き移籍でイングランドのバーンリーFCに加入。レキップによれば1200万ユーロで完全移籍に移行する買取オプションが付帯するとされていたが、5月21日に完全移籍への移行が発表された。2025年7月30日にはバーンリーと新たに5年の長期契約を結んだことが発表された。

## 代表歴
U-20代表として第48回モーリスレベロトーナメントに出場した。

## プレースタイル
元々は左サイドバックであったが、193cm89kgの恵まれた体格からセンターバックにコンバートされた。